# Sébastien Chantrel
Sébastien Chantrel est un réalisateur, photographe et auteur français,,,,,. Après avoir débuté dans la photographie de mode et le portrait au début des années 1980, il se fait connaître par ses courts-métrages et clips musicaux. Réalisateur de près d’une centaine de films publicitaires primés dans de nombreux festivals internationaux,,,. Ses réalisations sont distinguées notamment aux Cannes Lions, Clio Awards et Epica Awards.

## Biographie
Élevé par ses grands-parents, il découvre très tôt la photographie. À l’âge de neuf ans, sa grand-mère lui offre un agrandisseur photo, geste fondateur dans son parcours artistique. Il débute sa carrière à dix-neuf ans comme photographe de plateau, sur le tournage du film Sale rêveur avec Jacques Dutronc et Lea Massari, réalisé par son beau-frère Jean-Marie Périer, puis enchaîne un autre long métrage toujours comme photographe, mais cette fois-ci avec Louis de Funès. Il effectue ensuite un stage auprès du photographe Helmut Newton, avant de collaborer entre 1982 et 1984 avec Le Figaro Madame et L’Officiel comme photographe de mode et portraitiste, réalisant des portraits de personnalités telles que Carolyn Carlson, Jacques-Henri Lartigue, Ruggero Raimondi, Lisa Lyon, Bernadette Chirac, Hélène Rochas,,,.

En 1985, il se tourne vers la réalisation et signe ses premiers courts-métrages avec le producteur Sylvain Dommergue, dont About Bob, primé d’un Diable d’or au Festival du film des Diablerets, et Headache, un affrontement entre un avion de chasse Mirage 2000 et un jeu vidéo After Burner. Puis avec le producteur Georges Bermann/Partizan, il réalise ses premiers clips vidéo pour des artistes tels qu’Indochine (La chevauchée), Étienne Daho (Des heures hindoues) inspiré par des tableaux de Francis Bacon,. Puis, Les Rita Mitsouko (Y'a d'la haine) récompensé par le Grand Prix MTV Europe Award du meilleur clip en 1994,.

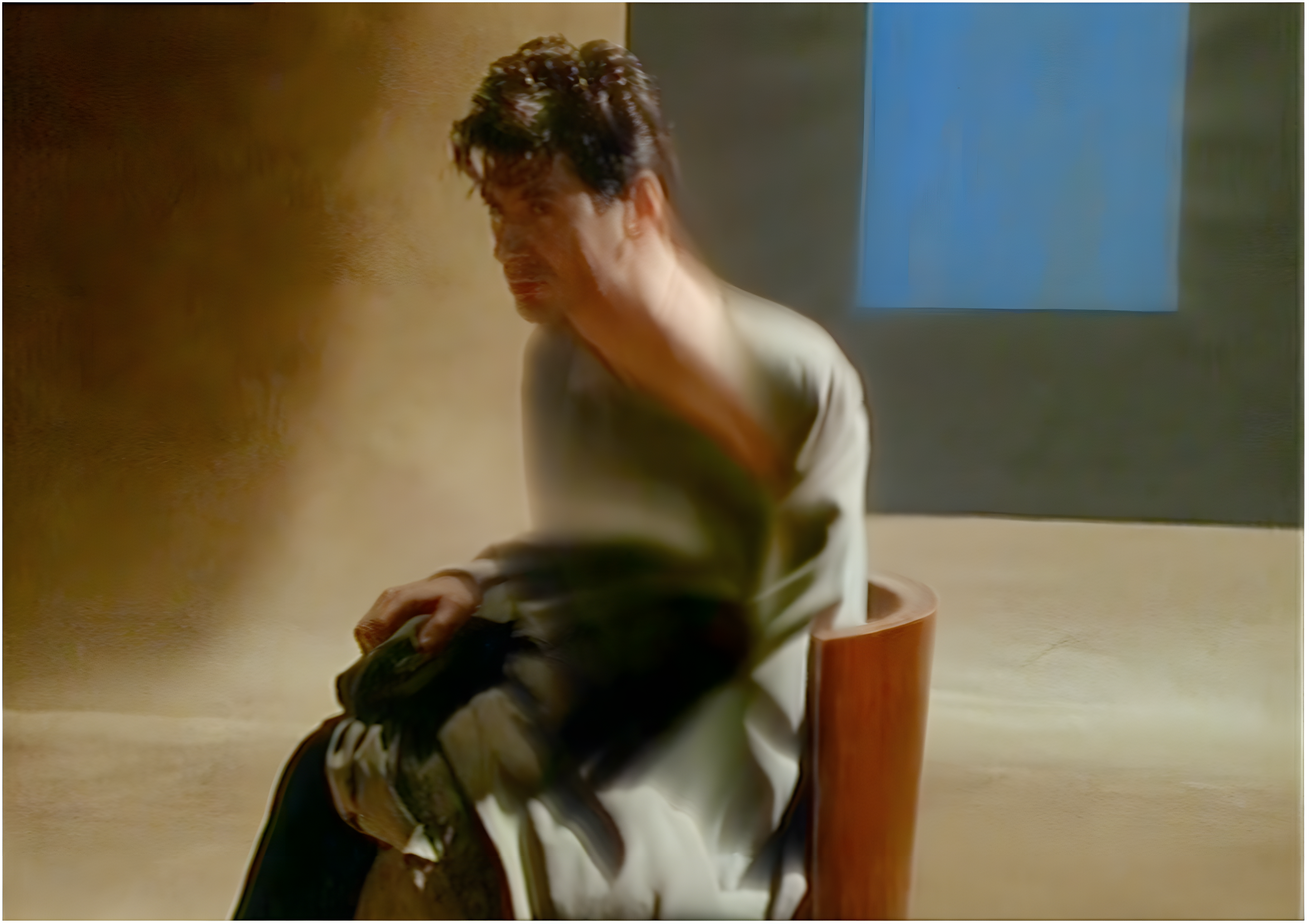
Etienne Daho Heures Hindoues 1988

Parallèlement au début des années 1990, il entame une carrière dans la publicité avec le producteur Richard Jacobs, collaborant avec de grandes marques internationales. Son premier film publicitaire est récompensé d’un Lion d’argent au festival Cannes Lions, distinction qu’il obtient de nouveau pour un film Miss Dior salué pour sa mise en scène et son esthétique cinématographique. Sébastien a également été primé pour la campagne photo Miss Dior,,,. Il réalise un film bénévole pour la prévention contre le Sida produit par Fabrice Coat/Program33, ainsi que le film officiel pour la candidature de Paris aux Jeux Olympiques de 2012 avec la musique du Requiem pour un con de Serge Gainsbourg.

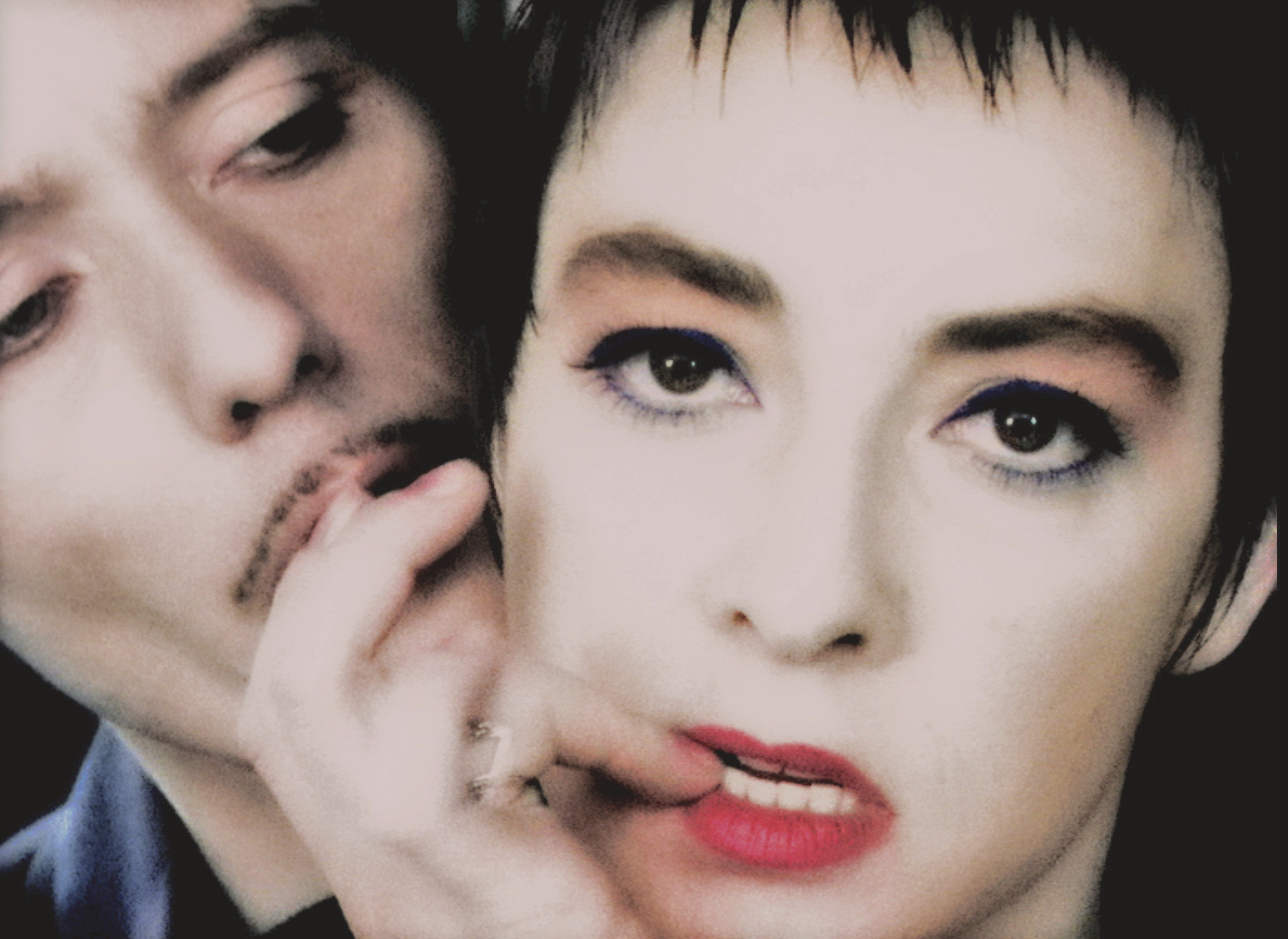
Les Rita Mitsouko 1993

Au fil de sa carrière, il réalise près d’une centaine de films publicitaires, de nombreuses fois mis en avant dans la presse par des magazines tels que Shots, CB News, Stratégies, notamment pour Dior, Coca-Cola, Audi, Volkswagen, Nissan, Renault, Amtrak, Citroën, Peugeot, Philips, ainsi que des films pour Ford avec Zinédine Zidane et Vincent Gallo. Son travail est récompensé dans de nombreux festivals, dont les Cannes Lions, Clio Awards, Eurobest, Epica Awards, Golden Award of Montreux, Cresta Awards, Club des D.A., Cristal Festival,,,,,,,,,,,,,,,,.
En 2001, il est élu «Meilleur réalisateur de l’année» par CB News. Sébastien a travaillé pour de nombreuses agences de publicité dans différents pays, USA, UK, Allemagne, Italie. Parmi ses campagnes les plus remarquées figurent celles pour DS 3 (Une armée de bourgeois dans Paris), Audi R8 (Une voiture de sport allemande paradant dans Maranello, la ville de Ferrari) et Coca-Cola Light (La poursuite anti-gravité d’un couple), qui a été largement plébiscité dans la presse de référence,,,.

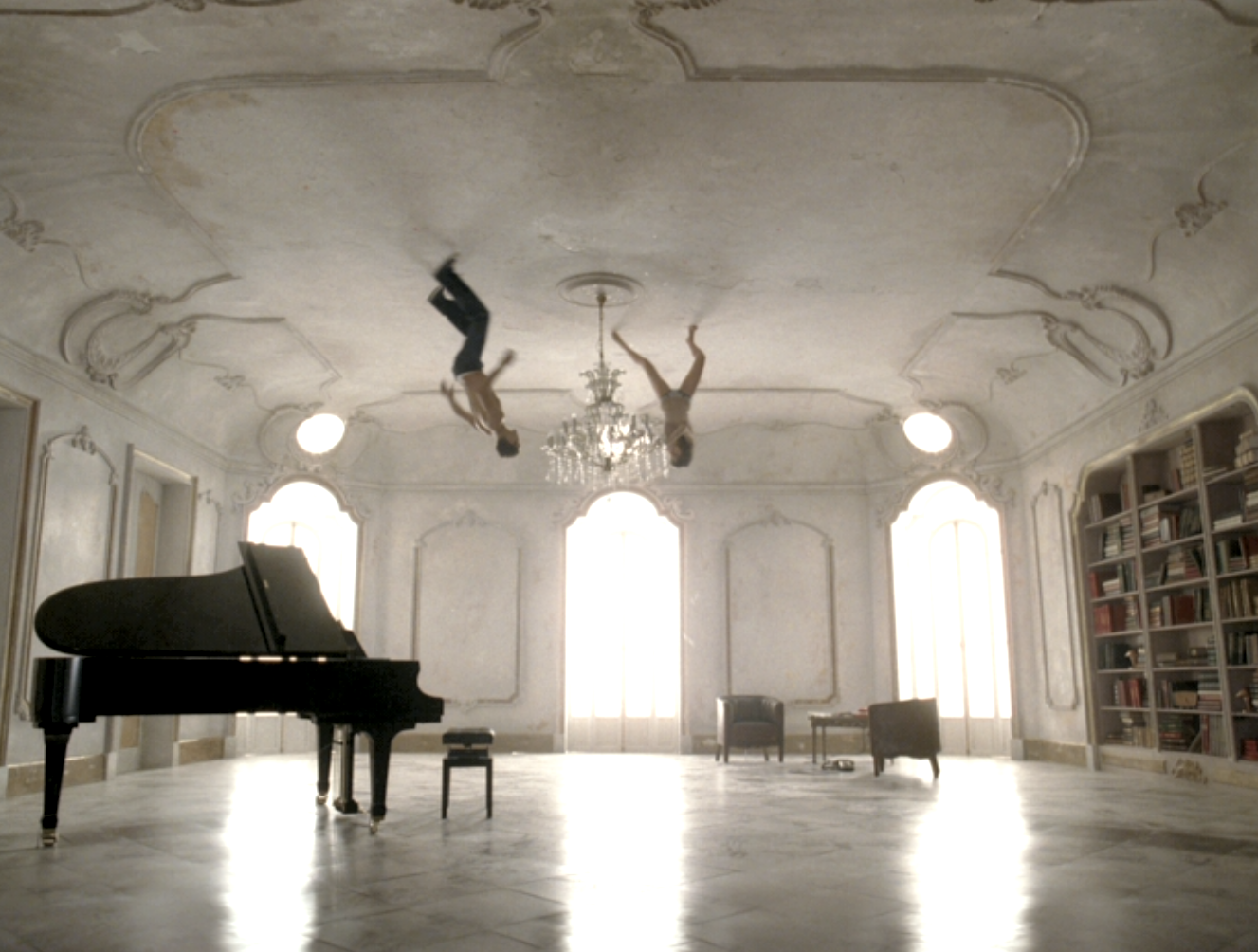
Coca Cola The Chase 2007

Sébastien a toujours porté une attention particulière au choix des musiques dans ses films, par exemple: Requiem pour un con de Serge Gainsbourg pour Paris JO 2012]], Life on Mars de David Bowie pour La Poste, All along the watchtower de Jimi Hendrix pour Renault Espace, Betsy’s theme de Bernard Herrmann pour Peugeot 206 Persistance rétinienne, Janis Joplin Cheap Thrills / Combination of the two pour Visual, He needs me Shelley Duvall / Harry Nilsson pour Generali Lions, Bohemian like you The Dandy Warhols pour Citroën C4 Picasso, Gang at the green grotto Enoch Light pour Volkswagen Tiguan, Call me the breeze J. J. Cale pour Citroën C4 Bicycles, Cosmic dancer T.Rex pour SFR.

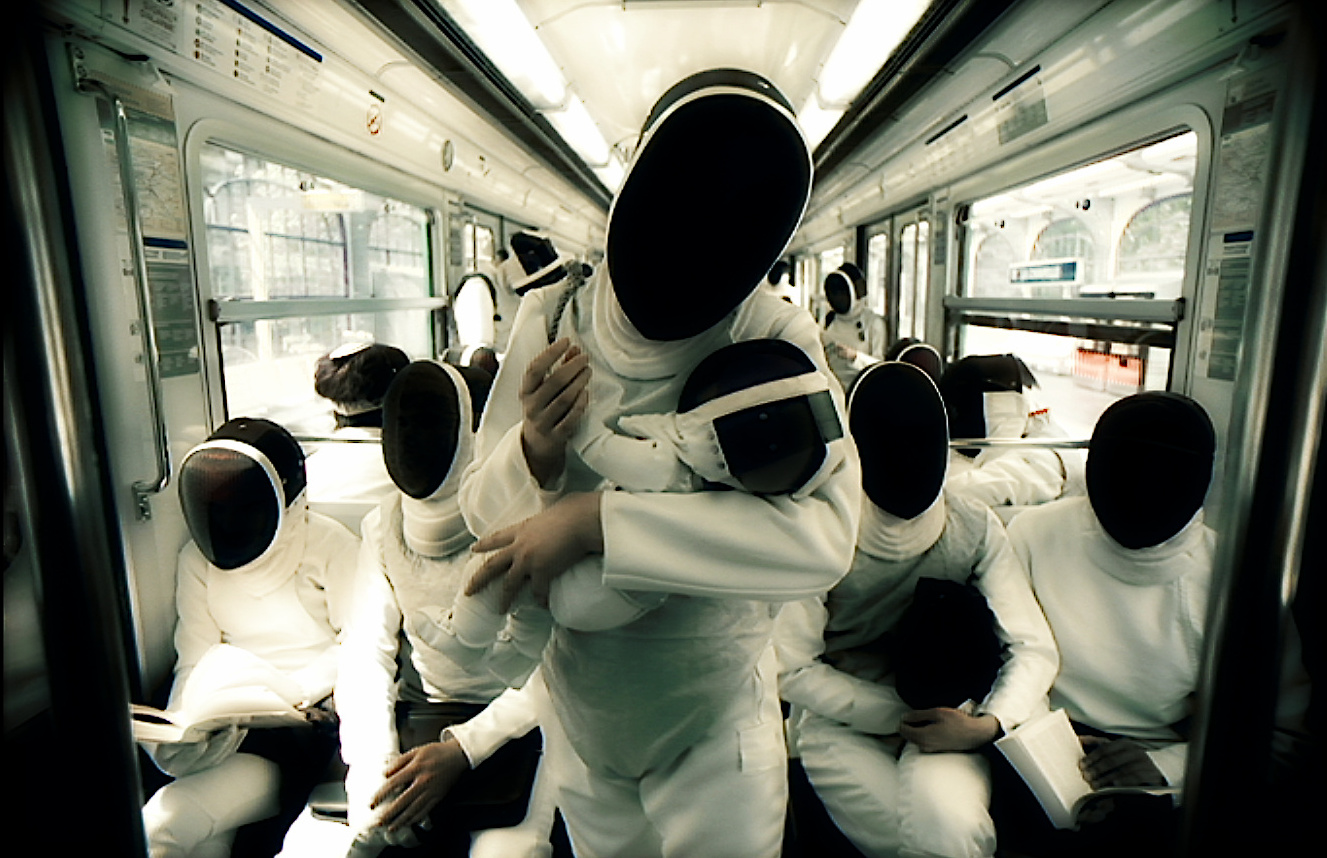
Paris JO 2012

En France, il est représenté en exclusivité pendant vingt-deux ans par Première Heure/Patrice Haddad. En 2020, il réalise Interference, un pilote inspiré des derniers jours de Mouammar Kadhafi produit par Christophe Starkman,. En parallèle, il s’engage dans l’écriture et publie un roman La maîtrise du monde, genèse de la célèbre affaire des «avions renifleurs».

## Réception critique et style
Le travail de Sébastien Chantrel a été régulièrement salué par la presse et par des personnalités du monde de la publicité. En 2019, dans son livre L’éden retrouvé, Frédéric Tallieux analyse le clip Des heures hindoues comme «si fidèle au spleen suintant de la chanson qu’on ne sait qui des deux a généré l’autre». Chantrel, écrit-il, «adopte une démarche aux antipodes de celle de ses prédécesseurs» et s’engage «sur la voie du peintre Francis Bacon dont il est un grand admirateur». La silhouette du chanteur, «déformée par l’outil numérique» évoque à la fois «les autoportraits torturés de Bacon» et «le fameux Cri d’Edvard Munch». Tallieux y voit «autant de tableaux vivants, d’une stupéfiante expressivité», une «expérience visuelle aussi dérangeante que celle des schizophrènes dont certaines parcelles du corps, comme douées d’une autonomie antagoniste, s’allongent et s’étirent à l’infini».
En 2012, le magazine Campaign Brief qualifie Chantrel de «maître dans l’art de créer des images somptueuses, d’une richesse visuelle incroyable». Le magazine Shots le présente comme «un grand conteur visuel, doté d’une signature unique et reconnaissable» et dont les films sont «d’une force incroyable – à couper le souffle».
Dans Le Figaro, Sonia Devillers «magie du virtuel superbement exploitée par Sébastien Chantrel».
Dans CB News en 1994, Jacques Séguéla le place, aux côtés de Jean-Baptiste Mondino et Jean-Paul Goude, comme «la troisième patte française». 
Madame Figaro saluait «le nouveau magicien d’Oz de la pub». 
Dans Elle, François Baudot, dans un article intitulé Sébastien Chantrel L’émotion forte, notait que ses images «extrêmement soignées» avaient rendu «familiers au téléspectateur l’art et la manière de cet inconnu familier qui, les bons soirs, transperce le petit écran». 
Le magazine Creativity décrivait Chantrel comme «l’un des plus grands réalisateurs de publicités de France», en train de peaufiner «un style expressionniste et audacieux qui lui est propre». 
Déjà en 1992, Creative Review relevait chez lui «un style visuel intense qui garantit toujours une surprise», «Il nous fait voir les choses autrement, il pousse les situations au maximum».
Mais la même intensité visuelle qui lui valut ces éloges put aussi susciter des réactions plus vives, voire polémiques. 
En 2003, il a réalisé un film pour Visual qui a déclenché une controverse en raison de son style satirique, tournant en dérision les offres de ses concurrents. La société Alain Afflelou a saisi la justice pour en interdire la diffusion. Par un arrêt du 7 février 2003, la Cour d’appel de Paris a jugé que le caractère «outrancier et caricatural des images réalisées» du film imposait «une lecture au second degré», ce qui a permis la poursuite de sa diffusion et contribué à sa notoriété médiatique,.
Lorsqu’il réalise le film Volkswagen Passat «L’école» en 1991 pour l’agence DDB, le magazine CB News relate la polémique «sur le thème de cris et châtiments d’une rentrée des classes», «La sortie du film sème l’émoi à cause du ton, jugé infamant pour l’Éducation Nationale. L’Éducation Nationale,  les associations de parents d’élèves et la municipalité de Malakoff où le film a été tourné, demandent l’arrêt de sa diffusion.»,.